# Mondiale
Mondiale è un singolo della cantautrice italiana Emma, pubblicato il 2 novembre 2018 come unico estratto dalla riedizione del quinto album in studio Essere qui.

## Descrizione
Il brano è stato scritto da Colapesce, Matteo Mobrici e Federico Nardelli. Il brano è semanticamente legato al tema della guerra e della battaglia, con cui viene descritto un rapporto d'amore. La cantante ha raccontato della scelta di interpretare il brano e il significato:

## Accoglienza
Alessandro Alicanti di TV Sorrisi e Canzoni riscontra che Marrone sceglie di andare musicalmente «in direzione esplicitamente del pop italiano, quella del nuovo cantautorato» includendo il genere indie pop, che si riesce ad «incrociare in modo molto equilibrato» al suo background musicale. Alicanti definisce il testo del brano come «un manifesto vigoroso per i resilienti di cuore» che racconta di «un rapporto che assomiglia a una guerra, fatto di strategie, soldati e armi». Anche Francesco Raiola di Fanpage.it scrive che «il campo semantico su cui si srotola un testo d'amore» è riconducibile ad una «guerra», in cui nota una forte influenza cantautorale di Colapesce nel modo in cui «gioca con le parole e con i mondi che possono aprire da esse, oltre che su alcune immagini che si ritrovano anche nella sua discografia».

## Video musicale
Il video, diretto da YouNuts!, è stato reso disponibile il 5 novembre 2018 attraverso il canale YouTube della cantante.

## Tracce
Testi di Colapesce, Matteo Mobrici e Federico Nardelli, musiche di Luca Mattioni e Emma Marrone.
1. Mondiale – 3:34

## Classifiche
| Classifica (2018) | Posizione massima |
| ----------------- | ----------------- |
| Italia            | 7                 |